# Regimento Preobrazhensky
O Regimento Preobrazhenski (em russo:  Преображенский лейб-гвардии полк) era o mais antigo e um dos mais prestigiosos regimentos da Guarda Lieib (a guarda imperial russa). Está intimamente ligado à história da emergência do Império Russo, e da Rússia moderna, desde fins do século XVII até ao século XIX. Por este motivo, incorpora uma forte carga simbólica.

## História do regimento

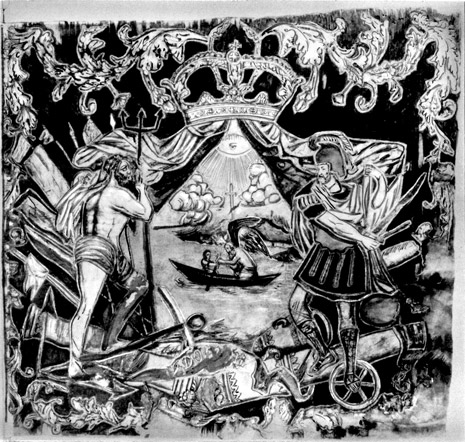
Bandeira do Regimento Preobrazhenski em 1700.

Este regimento foi criado pelo czar Pedro I, o Grande da Rússia em 1687. Deve o seu nome à localidade de Preobrazhenskoye, situada a leste de Moscovo. Este regimento era herdeiro do Regimento Petrov, criado pelo czar Aleixo I para os jogos de guerra do seu filho Pedro I. Esta pequena tropa armada era então composta por cinquenta jovens boiardos e cortesãos. Em 1687 este regimento tomou o nome de Regimento Preobrazhenski.
Em 1695 e 1696, participou nas Campanhas de Azov.
Em 1698, o Regimento Preobrazhenski era composto por quatro batalhões, aos que há que juntar duas companhias militares distintas compostas por bombardeiros (o serviço dos morteiros e obuses) e granadeiros.
Em 22 de agosto de 1700 este regimento tomou o nome de Regimento da Guarda Preobrazhenski. Outro regimento, igualmente criado em 1683 pelos jovens guerreiros de Pedro Alekseyevich (Pedro I), recebeu o nome de Regimento da Guarda Semionovski, pela localidade em que estava inicialmente estacionado, Semionovskoye, situado perto de Moscovo. Em 1723, este regimento estava aquartelado em São Petersburgo.

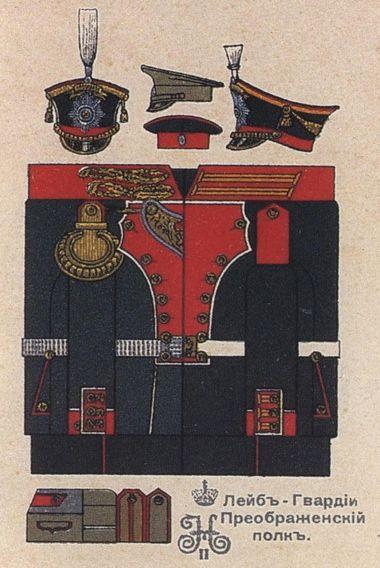
Uniforme do Regimento Preobrazhenski em 1910.

O Regimento Preobrazhenski distinguiu-se durante a Grande Guerra do Norte (1700-1721), a Guerra Russo-Turca de 1710-1711 e a Guerra Russo-Persa (1722-1723). Fez parte das tropas russas na Guerra russo-turca de 1735-1739, na Guerra russo-sueca de 1741-1743 de 1741-1743 e na Guerra russo-sueca de 1788-1790.
Em 1800, por ordem de Paulo I, o Regimento foi renomeado como Regimento da Guarda de Sua Majestade. Porém, em 1801, Alexandre I devolveu-lhe o antigo nome. Posteriormente participaria ativamente nas Guerras da Terceira Coligação, da Quarta Coligação e na Guerra da Finlândia de 1808-1809. 
Entre 1812 e 1814, este regimento participa na Guerra patriótica de 1812 e a Guerra da Sexta Coligação. Do mesmo modo viu-se implicado na Guerra russo-turca de 1828 -1829. Ficou encarregue da repressão dos revoltosos polacos nas revoltas de novembro de 1830 e de 1861-1864. Participou ainda nas batalhas da Guerra russo-turca de 1877-1878. 

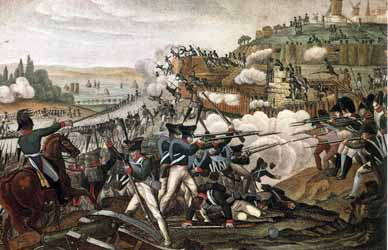
O Regimento Preobrazhensky lutando na Batalha de Paris, em 30 de março de 1814, com Montmartre ao fundo.

Durante a Primeira Guerra Mundial, o regimento toma parte nas batalhas de Lemberg, Vístula, na Segunda batalha dos lagos de Masuria, no cerco de Vilnius de 22 de agosto a 2 de outubro de 1915 e na Ofensiva Brusilov de 4 de junho do mesmo ano (de Aleksei Brusilov).
A segunda companhia do batalhão de reserva do Regimento Preobrazhenski teve protagonismo na Revolução de fevereiro de 1917. Nesse mesmo ano, o Regimento foi dissolvido pelo seu último comandante, o coronel Aleksandr Kutepov (mais tarde general) e reintegrado no Exército Branco no sul da Rússia. Os oficiais exilados deste regimento criaram então a União Preobrazhentsev (União dos integrantes do Regimento Preobrazhenski).
Durante os séculos XVIII e XIX, a admissão a este regimento esteve reservada aos jovens aristocratas russos que tivessem provado a sua lealdade com o governo imperial e com o czar.